# Darnków
Darnków [ˈdarnkuf] (tiếng Đức: Dörnikau) là một ngôi làng thuộc khu hành chính của Gmina Lewin Kłodzki, ở quận Kłodzko, Lower Silesian Voivodeship, phía tây nam Ba Lan. Nơi đây cách Lewin Kłodzki khoảng 4 kilômét (2 mi) về phía đông bắc, cách Kłodzko 25 kilômét (16 mi) về phía tây và cách thủ phủ khu vực Wrocław 92 kilômét (57 mi) về phía tây nam.